# Itabashi (Tokio)
Itabashi (板橋区 Itabashi-ku?) es un barrio especial de la Metrópolis de Tokio, en Japón. Es común que se autodenomine "Ciudad de Itabashi". En 2010, la población era de 536.546 habitantes, de los cuales 269.962 eran hombres y 266.584 mujeres. La densidad de población era de 16.083 personas por km² (enlace roto disponible en Internet Archive; véase el historial, la primera versión y la última)., en un área de 32,17 km². 
Itabashi se encuentra en la parte norte de la metrópolis; el río Arakawa es parte de sus límites con la prefectura de Saitama. El nombre, que significa puente de planchas, deriva del puente de madera tendido sobre el río Shakuji-i, en el período Heian, el cual era una proeza para su tiempo. Durante el shogunato Tokugawa, los viajeros se hospedaban en Itabashi, antes de entrar a la capital shogunal.
El 1 de octubre de 1932, el barrio especial de Itabashi se formó con la unión de nueve pueblos y aldeas que pertenecían al distrito de Kita-Toshima, y pasó a formar parte de la antigua ciudad de Tokio. El 3 de mayo de 1947, Itabashi tomó el rango de barrio especial, y el 1 de agosto de ese mismo año, cedió una porción de su territorio para formar el barrio especial de Nerima en la nueva Metrópolis de Tokio.